# Tuberolabium kotoense
Tuberolabium kotoense är en orkidéart som beskrevs av Yoshimatsu Yamamoto. Tuberolabium kotoense ingår i släktet Tuberolabium och familjen orkidéer. Inga underarter finns listade i Catalogue of Life.